# Paul Jones (worstelaar)
Paul Jones, geboren als Paul Frederick (Port Arthur, Texas, 16 juni 1942 - april 2018) was een Amerikaans professioneel worstelaar en manager. Hij boekte grote successen binnen de Mid-Atlantic-promoties van de National Wrestling Alliance (NWA).

## Carrière
Frederick begon rond 1963 in de Mid-Atlantic promoties aan de Oostkust te worstelen, waar hij in zijn carrière de meeste tijd doorbracht. Hij stond bekend als Al Fredericks voordat hij van ringnaam veranderde naar "Number One" Paul Jones. Hij kreeg van de meeste "goedaardige" (face) worstelaars de bijnaam "Weasel".
Hij kreeg bekendheid in de NWA's Jim Crockett Promotions, waar hij het NWA United States Heavyweight Championship en NWA World Tag Team Championship won. De partners waar hij het meest mee optrad waren Ricky Steamboat en Masked Superstar.
In 1980 worstelde Jones als Mr. Florida, een gemaskerde worstelaar, in de Championship Wrestling from Florida.
In de jaren 1980 werd hij manager. Hij noemde zijn stable (ploeg) de "Paul Jones' Army". Hij was betrokken bij een grote vete met "Boogie Woogie Man" Jimmy Valiant. Op het eind daarvan werd zijn hoofd kaalgeschoren. De leden van zijn "Army" waren Rick Rude, Manny Fernandez, Pez Whatley (bekend als Shaska), Baron Von Raschke, The Barbarian, Teijho Khan, The Mighty Wilbur, Abdullah the Butcher, Superstar Billy Graham, Ivan Koloff, Vladimir Petrov, The Assassins en The Russian Assassins (David Sheldon & Jack Victory). Hij was ook de manager van de Powers of Pain. Hij verliet de Jim Crockett Promotions rond de tijd waarin Ted Turner deze promotie opkocht en omdoopte in de World Championship Wrestling (WCW).
In 1991 ging Jones met pensioen en verbleef hij in Charlotte (North Carolina), waar hij de eigenaar was van "Paul Jones Body Shop".

## In worstelen
- Managers
  - Oliver Humperdink

- Worstelaars waarvan Jones de manager was

| - Rick Rude - Jake "The Snake" Roberts - Tully Blanchard - Baron Von Raschke - The Barbarian - Teijho Khan | - The Mighty Wilbur - Abdullah the Butcher - Superstar Billy Graham - Ivan Koloff - Vladimir Petrov |

- Tag teams waarvan Jones de manager was
  - The Assassins
  - The Russian Assassins (David Sheldon en Jack Victory)
  - Powers of Pain (The Barbarian en The Warlord)

## Prestaties
- Cauliflower Alley Club
  - Other honoree (2004)

- Championship Wrestling from Florida
  - NWA Brass Knuckles Championship (1 keer)
  - NWA Florida Heavyweight Championship (3 keer)
  - NWA Florida Television Championship (2 keer)
  - NWA Southern Heavyweight Championship (1 keer)

- Georgia Championship Wrestling
  - NWA Georgia Heavyweight Championship (1 keer)

- Mid-Atlantic Championship Wrestling
  - NWA Atlantic Coast Tag Team Championship (1 keer met Nelson Royal)
  - NWA Mid-Atlantic Heavyweight Championship (2 keer)
  - NWA Mid-Atlantic Tag Team Championship (5 keer; 3x met Ricky Steamboat, 1x met Tiger Conway Jr. en 1x met Bob Bruggers)
  - NWA Mid-Atlantic Television Championship (4 keer)
  - NWA Television Championship (1 keer)
  - NWA United States Heavyweight Championship (2 keer)
  - NWA World Tag Team Championship (6 keer; 1x met Ricky Steamboat, 2x met Masked Superstar, 2x met Baron Von Raschke en 1x met Wahoo McDaniel)

- NWA Hollywood Wrestling
  - NWA Americas Tag Team Championship (1 keer met Nelson Royal)

- NWA Mid-Pacific Promotions
  - NWA Hawaii Heavyweight Championship (1 keer)

- Pacific Northwest Wrestling
  - NWA Pacific Northwest Heavyweight Championship (1 keer)

- Pro Wrestling Illustrated
  - PWI Tag Team of the Year (1978) - met Ricky Steamboat

- South Atlantic Pro Wrestling
  - SAPW Heavyweight Championship (1 keer)

- Wrestling Observer Newsletter awards
  - Worst Manager (1986)